# Stoma
Stome (od grčke rečki στόμα, „usta”) sitni su otvori na naličju lista koji služe za vršenje transpiracije i respiracije. Kroz stome voda isparava i iznose se štetne materije iz organizma. Zbog specijalne građe stominog aparata stoma može da se otvori i zatvori po potrebi.
Pore su ograničene parom specijalizovanih parenhimskih ćelija poznatih kao ćelije zatvaračice, koje su odgovorne za regulisanje veličine otvora. Ovaj termin se takođe koristi za kolektivno imenovanje celokupnog stomalnog kompleksa, samih pora i pratećih ćelija zatvaračica. Vazduh koji sadrži ugljen-dioksid i kiseonik se unosi u biljku kroz ove otvore i koristi u fotosintezi u mezofilnim ćelijama (parenhimskim ćelijama sa hloroplastima) i respiraciji. Kiseonik koji se formira kao nusproizvod fotosinteze, difuzijom izlazi u atmosferu kroz iste otvore.
Stome su prisutne u sporofitnoj generaciji svih grupa kopnenih biljki izuzev jetrenjača. Kod vaskularnih biljki broj, veličina i distribucija stoma široko varira. Dikotiledone biljke obično imaju više stoma na donjoj površini lista nego na gornjoj površini. Monokotiledone biljke kao što su crni luk, ovas i kukuruz mogu da imaju približno isti broj stoma na obe strane lista. Kod biljaka sa plutajućim lišćem, stome se mogu naći samo na gornjem epidermisu, a potopljeni listovi mogu da uopšte nemaju stome. Većina vrsta drveća ima stome samo na donjoj strani lišća. Lišće sa stomama na obe strane se nazva amfistomatno lišće; lišće sa stomama samo na donjoj strani je hipostomatno, i lišće sa stomama samo na gornjoj površini je epistomatno ili hiperstomatno. Veličina varira među vrstama, sa dužinom od kraja do kraja od 10 do 80 µm i širinom u opsegu od nekoliko do 50 µm.

## Građa stominog aparata
Sastoji se od:
- Dve ćelije zatvaračice koje grade stomin otvor,sadrže hloroplaste,
- pomoćnih ćelija,
- stomine duplja  i
- susednih ćelija.

Zidovi ćelija zatvaračica su neravnomerno zadebljali,a promenom oblika,ćelije zatvaračice otvaraju ili zatvaraju stomin otvor. Stomine ćelije uvek idu po dve zajedno,okrenute su jedna drugoj izdubljenim stranama i na taj način grade stomin otvor. Ovim se reguliše promet gasova i odavanje vodene pare (translacija). Ispod otvora se nalazi Stomina duplja.
Ćelije epidermisa koje se naslanjaju na leđne strane ćelija zatvaračica nazivaju se pomoćnice. Ćelije Hlorenhima (parenhima za fotosintezu) nazivaju se susedne. Sve ove ćelije zajedno (zatvaračice, pomoćnice i susedne ćelije) čine stomin aparat.

## Uloga stominog aparata
Osnovne funkcije stominog aparata su izmena gasova i regulacija transpiracije. Stoma ima najviše na listovima, ali se mogu nalaziti i na stablu,cvetovima i plodovima. Količina vode koju listovi odaju u jedinici vremena iznosi svega oko jedne trećine vode koja isparava pri istoj temperaturi sa iste slobodne vodene površine. Otvorene stome zauzimaju u proseku oko 1% (od 0,5 do 3,5%) od ukupne površine lista,iz čega sledi da voda oko trideset puta brže difunduje kroz pore stoma nego sa slobodne vodene površine.
Molekuli vode koji se nalaze blizu ruba pore stome brže isparavaju od molekula koji se nalaze u sredini pore. Razlog tome je što je  vazduh koji se nalazi iznad srednjeg dela pore zasićeniji vodenom parom,nego iznad rubnog dela.   Ovo se naziva rubnim efektom. Što je manja površina isparavanja toliko je veći rubni efekat,a isparena količina vode sve je proporcionalnija sa prečnikom stoma,a sve manja sa površinom Rubni efekat ne dolazi do izražaja u svim uslovima.

## Mehanizam otvaranja i zatvaranja stominog aparata
Za pokrete stoma od velikog su značaja su vodeni i osmotski pritisak  ćelija zatvaračica.
Da bi voda ušla u ćelije zatvaračice i izazvala otvaranje stoma potrebno je da vodeni potencijal ćelija bude niži ,negativniji nego potencijal sredine.Vodeni potencijal ćelija zatvaračica u velikoj meri zavisi od  osmotskog pritiska, to jest turgora u njima.
U novije vreme pokreti ćelija zatvaračica dovode se u vezu sa nakupljanjem jona. U toku dana,pri Sunčevoj svetlosti kada su stome otvorene dolazi do nakupljanja kalijuma i natrijuma. Joni se u toku otvaranja stoma transportuju u ćelije zatvaračice iz okolnih ćelija preko plazmodezmi.
U mraku,kalijumova pumpa ne funkcioniše ,a nagomilani joni se pasivno ili aktivno izlučuju preko membrane.
Važna uloga u mehanizmu otvaranja i zatvaranja stoma prepisuje se i fiziološki aktivnim materijama posebno abscisionoj kiselini. Ova kiselina inhibira nakupljanje katjona u ćelijama zatvaračicama i podstiče njihov izlazak iz njih. Na ovaj način abscisiona kiselina prouzrokuje zatvaranje stoma.
U mehanizmu otvaranja i zatvaranja stoma veliku ulogu  ima i građa stoma.  Strana ćelije zatvaračice koja je okrenuta stominom otvoru je zadebljala ,a suprotna leđna je tanja.
Kada turgor u ćelijama  zatvaračicama raste dolazi do istezanja tanjeg leđnog dela ćelijskog zida . On privlači deblji trbušni deo ćelijskog zida i stoma se otvara. Ovaj tip stoma je rasprostranjen u većine monokotiledonih i dikotiledonih  biljaka.
Smanjenjem turgora ćelijski zidovi se vraćaju u svoj prvobitan položaj i stoma se zatvara.
Zatvaranje stoma može biti hidroaktivno i hidropasivno.
Hidroaktivno zatvaranje se dešava kada nema svetlosti  i u slučaju nedostatka vode.
Do hidropasivnog zatvaranja dolazi kada epidermalne ćelije koje okružuju stomu usled kvašenja bubre. One se bubrenjem šire i vrše pritisak na ćelije zatvaračice,usled čega se stome zatvore. Na pokrete ćelija zatvaračica stoma utiču i brojni ekološki faktori (temperatura,vlažnost sredine,koncentracija 2, nedostatak vode, osvetljenost). 
Stome su uglavnom potpuno otvorene u jutarnjim časovima,kada je turgescentnost listova najveća,a kako dan odmiče i bliži se sutonu,otvori stoma se postepeno smanjuju.

## Broj i položaj stominh aparata
Broj stoma po jedinici površine lista je različit i specifičan za pojedine vrste, zavisi od mnogo faktora, kao što su veličina lista,topografije i starosti lista. Na 1 mm² lisne površine,njihov broj, u proseku,se kreće od 100 do 300,a može može biti znatno manji ili veći,od 10 do 1000.
Stome su manje ako je njihov broj veći i obrnuto. Na njihov broj, veličinu, oblik i raspored u listu mogu da utiču ekološki činioci kao na primer:vlažnost staništa, mineralna ishrana, temperatura, svetlost. Položaj stoma prvenstveno zavisi od vlažnosti staništa. Kod većine biljaka one se nalaze u nivou epidermisa. Kod biljaka koje žive na suvim staništima stome su uvučene čime se smanjuje translacija.

## Evolucija
U fosilnim zapisima ima malo dokaza o evoluciji stomata, ali su se pojavile u kopnenim biljkama sredinom silurskog perioda. Moguće je da su evoluirale modifikacijom konceptakula od predaka biljaka sličnih algama. Međutim, evolucija stomata se verovatno dogodila u isto vreme kada se razvijala voštana kutikula - ove dve osobine zajedno su predstavljale veliku prednost za rane kopnene biljke.

## Razviće
Postoje tri glavna tipa epidermalnih ćelija koje sve na kraju potiču od najudaljenijeg (L1) sloja tkiva apikalnog meristema izdanaka, zvanog protodermalne ćelije: trihome, pločnjačke ćelije i zaštitne ćelije, koje su sve raspoređene na nenasumičan način.
Asimetrična ćelijska podela se dešava u protodermalnim ćelijama što rezultira jednom velikom ćelijom koja je predodređena da postane pločnjačka ćelija i manjom ćelijom koja se zove meristemoid, koja će se na kraju diferencirati u zaštitne ćelije koje okružuju stomu. Meristemoid se zatim asimetrično deli jedan do tri puta pre nego što se diferencira u čuvarsku matičnu ćeliju. Čuvarska matična ćelija tada pravi jednu simetričnu podelu, koja formira par čuvarskih ćelija. Podela ćelija je inhibirana u nekim ćelijama, tako da uvek postoji bar jedna ćelija između stomata.
Stomatalni šablon je kontrolisan interakcijom mnogih komponenti transdukcije signala kao što su EPF (epidermalni faktor uzorkovanja), ERL (poput ERecta) i YODA (pretpostavljena MAP kinaza kinaza kinaza). Mutacije u bilo kom od gena koji kodiraju ove faktore mogu promeniti razvoj stomata u epidermisu. Na primer, mutacija u jednom genu izaziva više stomata koje su grupisane zajedno, te se stoga naziva previše usta (Too Many Mouths - TMM). Dok, poremećaj SPCH (SPeecCHless) gena sprečava razvoj stomata zajedno. Aktivacija proizvodnje stomata može se desiti aktivacijom EPF1, koji aktivira TMM/ERL, koji zajedno aktiviraju YODA. YODA inhibira SPCH, uzrokujući smanjenje SPCH aktivnosti, omogućavajući asimetričnu podelu ćelija koja inicira formiranje stomata. Razvoj stomata je takođe koordinisan ćelijskim peptidnim signalom koji se zove stomagen, koji signalizira inhibiciju SPCH, što dovodi do povećanog broja stomata.
Faktori životne sredine i hormoni mogu uticati na razvoj stomata. Svetlost povećava razvoj stomata kod biljaka; dok biljke koje se uzgajaju u mraku imaju manju količinu stomata. Auksin potiskuje razvoj stomata utičući na njihov razvoj na nivou receptora kao što su ERL i TMM receptori. Međutim, niska koncentracija auksina omogućava jednaku podelu matične ćelije čuvara i povećava šansu za proizvodnju zaštitnih ćelija.
Većina stabala angiosperme ima stomate samo na donjoj površini lista. Topole i vrbe imaju ih na obe površine. Kada listovi razviju stomate na obe površine lista, stomate na donjoj površini imaju tendenciju da budu veće i brojnije, ali može postojati veliki stepen varijacije u veličini i učestalosti kod vrsta i genotipova. Listovi belog jasena i srebrnolisnog javora imaju manje stomata, ali veće veličine. S druge strane, šećerni javor i srebrni javor imaju male stomate koje su brojnije.

## Literatura
- F.Noll, H.Schenck, A.F.W. Schimper: Lehrbuch der Botanik fur Hochschulen
- Poljoprivredna botanika (1975) Univerzitet u Novom Sadu.
- Esau, K. (1977). Anatomy of Seed Plants. Wiley and Sons. стр. 88. ISBN 978-0-471-24520-9.
- Kinoshita, Toshinori; Emi, Takashi; Tominaga, Misumi; Sakamoto, Koji; Shigenaga, Ayako; Doi, Michio; Shimazaki, Ken-ichiro (2003-12-01). „Blue-Light- and Phosphorylation-Dependent Binding of a 14-3-3 Protein to Phototropins in Stomatal Guard Cells of Broad Bean”. Plant Physiology. 133 (4): 1453—1463. ISSN 0032-0889. PMC 300702 . PMID 14605223. doi:10.1104/pp.103.029629.
- Shimazaki, Ken-ichiro; Doi, Michio; Assmann, Sarah M.; Kinoshita, Toshinori (2007). „Light Regulation of Stomatal Movement”. Annual Review of Plant Biology. 58 (1): 219—247. PMID 17209798. doi:10.1146/annurev.arplant.57.032905.105434.
- Kinoshita, Toshinori; Shimazaki, Ken-ichiro (2002-11-15). „Biochemical Evidence for the Requirement of 14-3-3 Protein Binding in Activation of the Guard-cell Plasma Membrane H+-ATPase by Blue Light”. Plant and Cell Physiology. 43 (11): 1359—1365. ISSN 1471-9053. PMID 12461136. doi:10.1093/pcp/pcf167 .